# サントリーニ・カルデラ
座標: 北緯36度23分44秒 東経25度27分33秒 / 北緯36.39556度 東経25.45917度
サントリーニ・カルデラ（希: καλδέρα Σαντορίνης、英: Santorini caldera）は、エーゲ海南部に存在するカルデラ。大部分は海中に没しているが、外輪山に当たる部分としてサントリーニ島、ティラシア島、アスプロニシ島が、中央部にネア・カメニ島及びパレア・カメニ島が海面上に存在する。

## 地理と地質
カルデラの規模は、南北12 km、東西7 km。周囲には、外輪山に相当する高さ200 mから300 mの崖がある。サントリーニ島は白い住居群が崖に沿って建てられており、その景観が観光資源の一つとなっている。
| 島               | 面積     |
| ---------------- | -------- |
| サントリーニ島   | 75.8 km2 |
| ティラシア島     | 9.3 km2  |
| アスプロニシ島   | 0.1 km2  |
| ネア・カメニ島   | 3.4 km2  |
| パレア・カメニ島 | 0.5 km2  |

サントリーニ・カルデラは、南エーゲ海火山弧の中で最も活発的な部分である。アフリカプレートがエーゲ海プレートの下に沈み込んでいることから、北東方向へ1年に5 cm移動しており、地震の震源は150 kmから170 kmの深さである。
サントリーニ島では火山岩以外の岩石も確認されており、島南東部から南部の地域に加え、カルデラ内部の一部で露出している。
火口に当たる中央部の2島は、溶岩によって形成されている。

## 火山
カルデラを構成するのは4層の楯状火山である。最古のものは18万BP、次いで7万BPのスカロス、21000BPのリヴァ岬、最新のものとなる約3600BPのミノア噴火によって形成された現在のカルデラに至る。
中央部の2島は、海中での噴火によって形成されたものである。
休止期間は長いものの、分類としては活火山に該当する。数多くの噴火は、大規模では無い噴出に留まり、暗色の溶岩が溶岩楯状地をカルデラ中央部の2島に作っている。現在のところ最後の噴火は1950年のもので、その後は主に火口内部に存在する噴気孔からの噴出に留まっている。
2011年から2012年にかけてGPSを利用した測定装置により、火山活動による変化が測定された。
紀元前17世紀にこの地で発生したミノア噴火が、アトランティス伝説の元と考えられている。これは、火山爆発指数で7に相当する噴火であり、これが最大の噴火であると見積もられている。

### 噴火の年表
| 噴火          | 終了           | 備考 |
| ------------- | -------------- | --- |
| 紀元前1610年  | 不明           | ミノア噴火。前後14年のぶれがある。中央部の噴火、割れ目噴火、海中噴火、爆発的噴火、火砕流、水蒸気爆発、ラハール、津波、カルデラの崩壊、避難、犠牲者、大規模な物理的な損壊が発生。 |
| 紀元前197年   | 不明           | パレア・カメニ島の誕生。中央部の噴火、割れ目噴火、海中噴火、爆発的噴火。 |
| 46年12月31日  | 47年2月1日     | 終了日には前後30日のぶれがある。中央部の噴火、割れ目噴火、海中噴火、爆発的噴火、溶岩流、溶岩円頂丘、津波、新島の誕生。                                                           |
| 726年7月25日  | 不明           | 前後45日のぶれがある。中央部の噴火、割れ目噴火、海中噴火、爆発的噴火、溶岩流、溶岩円頂丘、被害の発生、新島の誕生。                                                               |
| 1570年        | 1573年         | 中央部の噴火、割れ目噴火、海中噴火、爆発的噴火、溶岩流、溶岩円頂丘、新島の誕生。                                                                                                 |
| 1650年9月27日 | 1650年12月6日  | 山腹噴火、割れ目噴火、海中噴火、爆発的噴火、溶岩流、津波、新島の誕生。犠牲者、被害の発生。                                                                                       |
| 1707年5月23日 | 1711年9月14日  | ネア・カメニ島の誕生。中央部の噴火、割れ目噴火、海中噴火、爆発的噴火、溶岩流、溶岩円頂丘、被害の発生。                                                                           |
| 1866年1月26日 | 1870年10月15日 | 中央部の噴火、割れ目噴火、海中噴火、爆発的噴火、溶岩流、溶岩円頂丘、新島の誕生。犠牲者、被害、避難の発生。                                                                       |
| 1925年8月11日 | 1928年3月17日  | 中央部の噴火、割れ目噴火、爆発的噴火、水蒸気爆発、溶岩流、溶岩円頂丘。 |
| 1939年8月20日 | 1941年7月2日   | 終了日に前後1日のぶれがある。中央部の噴火、割れ目噴火、海中噴火、爆発的噴火、水蒸気爆発、溶岩流、溶岩円頂丘。被害の発生。                                                        |
| 1950年1月10日 | 1950年2月2日   | 中央部の噴火、割れ目噴火、海中噴火、爆発的噴火、水蒸気爆発、溶岩流、溶岩円頂丘。                                                                                                 |